# 禮炮6號
禮炮六號（俄語：Салют-6），編號DOS-5，蘇聯近地軌道太空站，是禮炮計劃的一部份，在1977年9月29日发射。原设计寿命为1.5年，但实际上它在轨道上运行了4年10个月。属第二代空间站。

## 结构
礼炮6号，由生活区和设备区组成，内部密封容积约90立方米。有两个对接舱，一个是与载人飞船对接使用，一个是与货运飞船对接使用。

## 贡献
礼炮6号先后对接过12艘进步号货运飞船、16艘联盟号载人飞船，共接待16批33人次航天员进入站。